# Wois
Wois je naselje v Občini Volšperk v Okraju Volšperk na Koroškem v Avstriji.